# 1 de setembro
1 ou 1.º de setembro é o 244.º dia do ano no calendário gregoriano (245.º em anos bissextos). Faltam 121 dias para acabar o ano.

## Eventos históricos

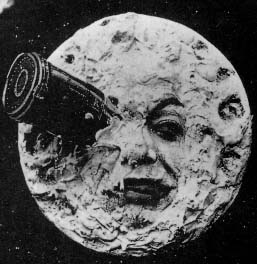
1902: O filme Viagem à Lua

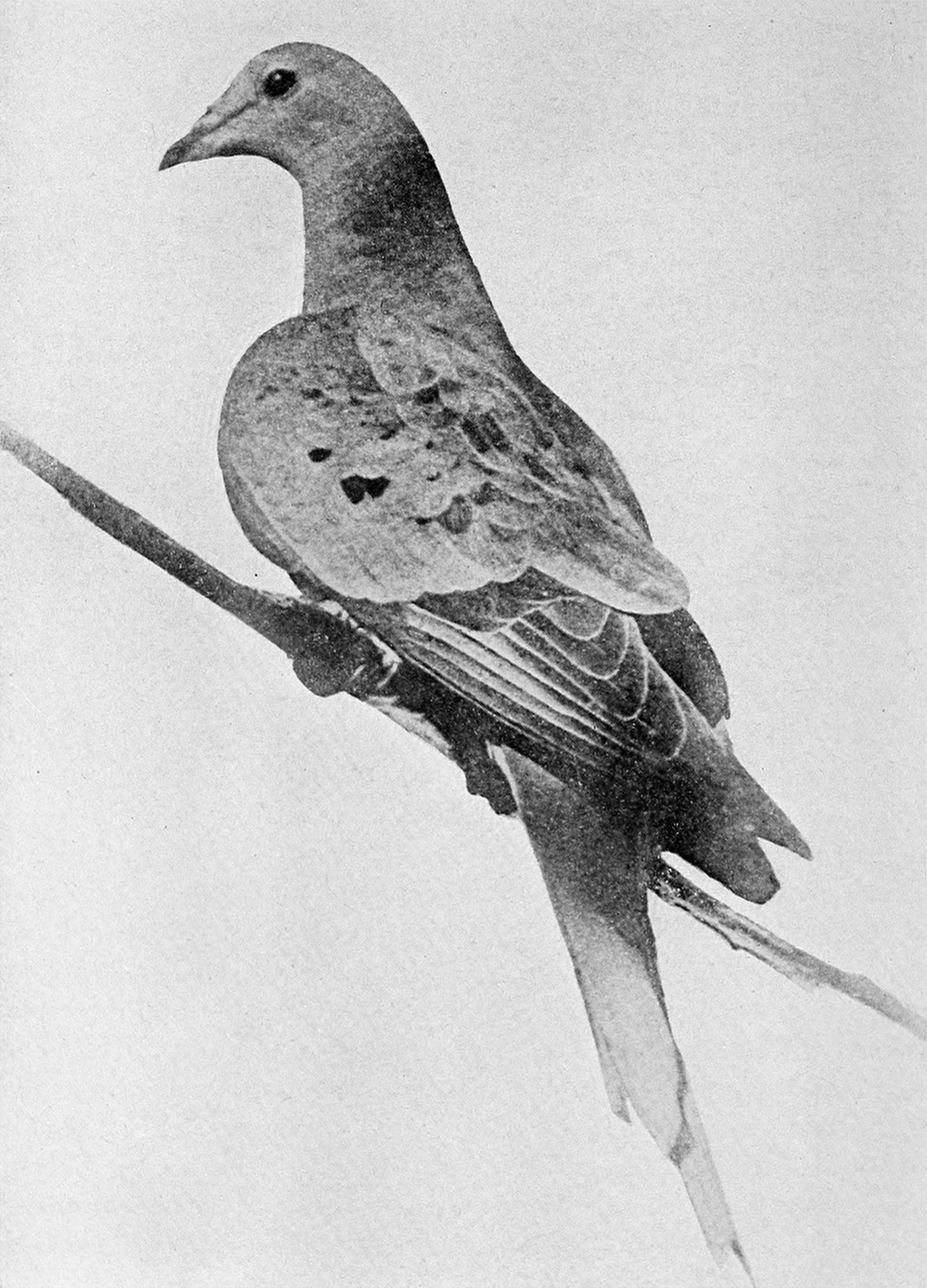
1914: Martha, o último pombo-passageiro

- 1173 — A viúva Stamira sacrifica-se durante o cerco de Ancona pelas forças do imperador Frederico Barbarossa.
- 1524 — Tratado de Malmo, na Suécia, tratado de paz entre a Suécia e a Dinamarca.
- 1529 — O forte espanhol de Sancti Spiritu, o primeiro construído na atual Argentina, é destruído pelos nativos.
- 1531 — Martim Afonso de Sousa determina uma expedição, sem sucesso pelo Caminho do Peabiru, partindo de Cananéia, para alcançar o Império Inca, eventos posteriores desencadearão a Guerra de Iguape.
- 1604 — O Adi Granth, agora conhecido como Guru Granth Sahib, o texto religioso central do siquismo, é instalado no Harmandir Sahib.
- 1610 — A obra musical Vespro della Beata Vergine de Claudio Monteverdi é publicada pela primeira vez, impressa em Veneza e dedicada ao Papa Paulo V.
- 1715 — Aos cinco anos de idade, Luís XV torna-se rei da França, sucedendo a seu bisavô, o rei Luís XIV.
- 1804 — Juno, um dos maiores asteroides do cinturão principal, é descoberto pelo astrônomo alemão Karl Ludwig Harding.
- 1831 — A grande honra da Ordem de São Gregório Magno é criada pelo Papa Gregório XVI da Cidade do Vaticano para reconhecer o grande apoio ao Vaticano ou ao papa, por um homem ou uma mulher, e não necessariamente um católico.
- 1859 — Ocorre uma das maiores ejeções de massa coronal já registradas, mais tarde conhecida como Evento Carrington.
- 1864 — Guerra Civil Americana: o general do exército confederado John Bell Hood ordena a evacuação de Atlanta, encerrando um cerco de quatro meses pelo general William Tecumseh Sherman.
- 1870 — Guerra Franco-Prussiana: a Batalha de Sedan é travada, resultando em uma vitória decisiva da Prússia.
- 1873 — Cetshwayo ascende ao trono como rei da nação Zulu após a morte de seu pai Mpande.
- 1880 — O exército de Maomé Aiube Cã é derrotado pelos britânicos na Batalha de Candaar, terminando a Segunda Guerra Anglo-Afegã.
- 1894 — Mais de 400 pessoas morrem no Grande Incêndio de Hinckley, um incêndio florestal em Hinckley, Minnesota.
- 1902 — É lançado na França o filme Viagem à Lua, de Georges Méliès, considerado o primeiro filme de ficção científica.
- 1910 — É criado o Sport Club Corinthians Paulista.
- 1914
  - São Petersburgo, na Rússia, muda seu nome para Petrogrado.
  - O último pombo-passageiro conhecido, uma fêmea chamada Martha, morre em cativeiro no zoológico de Cincinnati.
- 1923 — O Grande sismo de Kantō devasta Tóquio e Yokohama, matando cerca de 105 mil pessoas.
- 1928 — Ahmet Zogu declara que a Albânia é uma monarquia e se proclama rei.
- 1939
  - Segunda Guerra Mundial: a Alemanha Nazista e a Eslováquia invadem a Polônia, iniciando a fase europeia da Segunda Guerra Mundial.
  - Instituído o Distintivo de Ferido para os soldados da Wehrmacht, SS, Kriegsmarine e Luftwaffe. A versão final da Cruz de Ferro também é instituída nesta data.
  - A Suíça mobiliza suas forças e o Parlamento suíço elege Henri Guisan para chefiar as Forças Armadas (um evento que pode acontecer apenas durante a guerra ou a mobilização).
  - Adolf Hitler assina uma ordem para iniciar a eutanásia sistemática de doentes mentais e deficientes.
  - J. Robert Oppenheimer e seu aluno Hartland Snyder publicam o modelo Oppenheimer-Snyder, provando pela primeira vez na física contemporânea como os buracos negros poderiam se desenvolver.[1]
- 1951 — Os Estados Unidos, a Austrália e a Nova Zelândia assinam um pacto de defesa mútua chamado Tratado de ANZUS.
- 1952 — Publicado pela primeira vez o romance vencedor do Prêmio Pulitzer, de Ernest Hemingway, O Velho e o Mar.
- 1958 — A Islândia expande sua zona de pesca, colocando-a em conflito com o Reino Unido, iniciando a Guerra do Bacalhau.
- 1961
  - A primeira conferência dos países não alinhados é realizada em Belgrado, na Iugoslávia.
  - O voo 529 da TWA caiu logo após a decolagem do Aeroporto Midway, em Chicago, matando todas as 78 pessoas a bordo. Na época, foi o desastre de avião mais mortal da história dos Estados Unidos.[2]
- 1966 — 98 turistas britânicos morrem no voo Britannia Airways 105 em Liubliana, Iugoslávia.
- 1967 — Guerra dos Seis Dias: a Resolução de Cartum é emitida na Cúpula Árabe, e oito países adotam os "três" não contra Israel.
- 1969
  - Um golpe de Estado na Líbia instala o coronel Muammar al-Gaddafi no poder.
  - A Rede Globo estreia o Jornal Nacional.
- 1974 — O SR-71 Blackbird estabelece (e detém) o recorde de voo de Nova York a Londres no tempo de uma hora, 54 minutos e 56,4 segundos a uma velocidade de 2 310,353 km/h.
- 1979 — A sonda espacial americana Pioneer 11 torna-se a primeira nave espacial a visitar Saturno quando passa pelo planeta a uma distância de 21 000 quilômetros.
- 1981 – O presidente centro-africano David Dacko é deposto do poder num golpe militar sem derramamento de sangue liderado pelo general André Kolingba.
- 1982 — Fundação do Comando Espacial da Força Aérea dos Estados Unidos.
- 1983 — Guerra Fria: o voo KAL 007 é abatido por um caça a jato da União Soviética quando o avião comercial entra no espaço aéreo soviético, matando as 269 pessoas a bordo.
- 1985 — São encontrados, pela primeira vez, restos do Titanic, por uma expedição americana e francesa.
- 1991 — Uzbequistão declara independência da União Soviética.
- 2004 — A crise em Beslan começa quando terroristas armados tomam reféns escolares e funcionários da escola na Ossétia do Norte-Alânia (Rússia); no final do cerco, três dias depois, mais de 385 pessoas morreram (incluindo reféns, outros civis, agentes de segurança e terroristas).
- 2008 — Guerra do Iraque: as Forças Armadas dos Estados Unidos transferem o controle da Província de Anbar para as Forças Armadas do Iraque.[3]
- 2019 — Furacão Dorian atinge Bahamas como tempestade de categoria 5 e mata pelo menos 50 pessoas.[4]
- 2022 — A vice-presidente da Argentina, Cristina Kirchner, sofre uma tentativa de assassinato a céu aberto em Buenos Aires. O atirador, nascido no Brasil e naturalizado argentino, foi preso.[5]

## Nascimentos

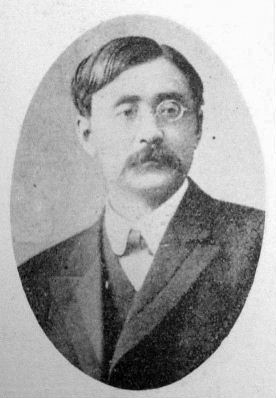
Nitobe Inazō

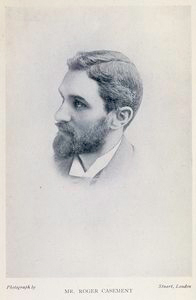
Roger Casement

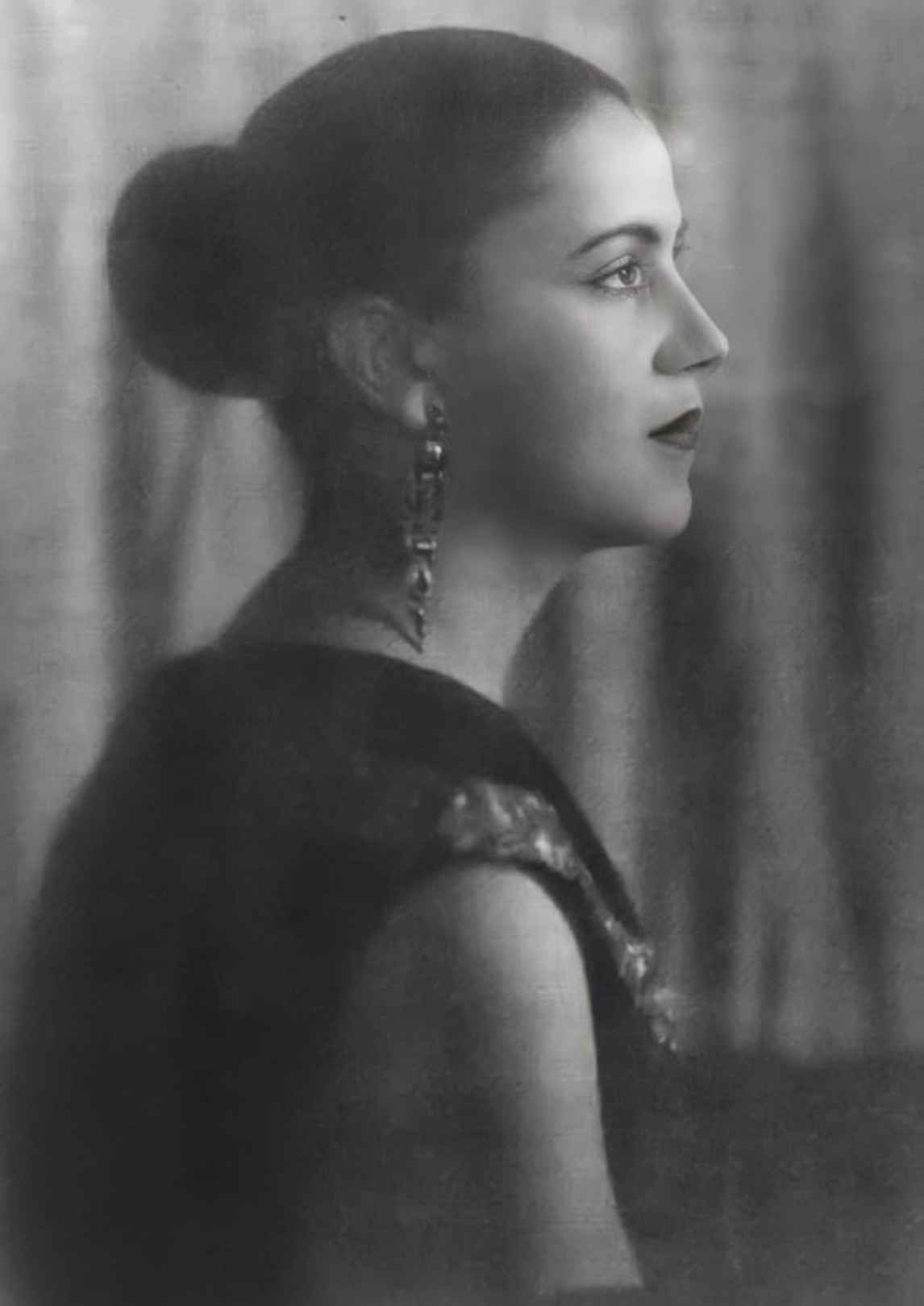
Tarsila do Amaral

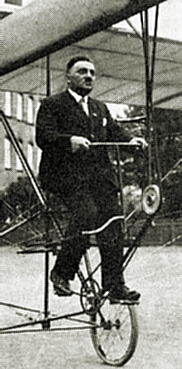
Engelbert Zaschka

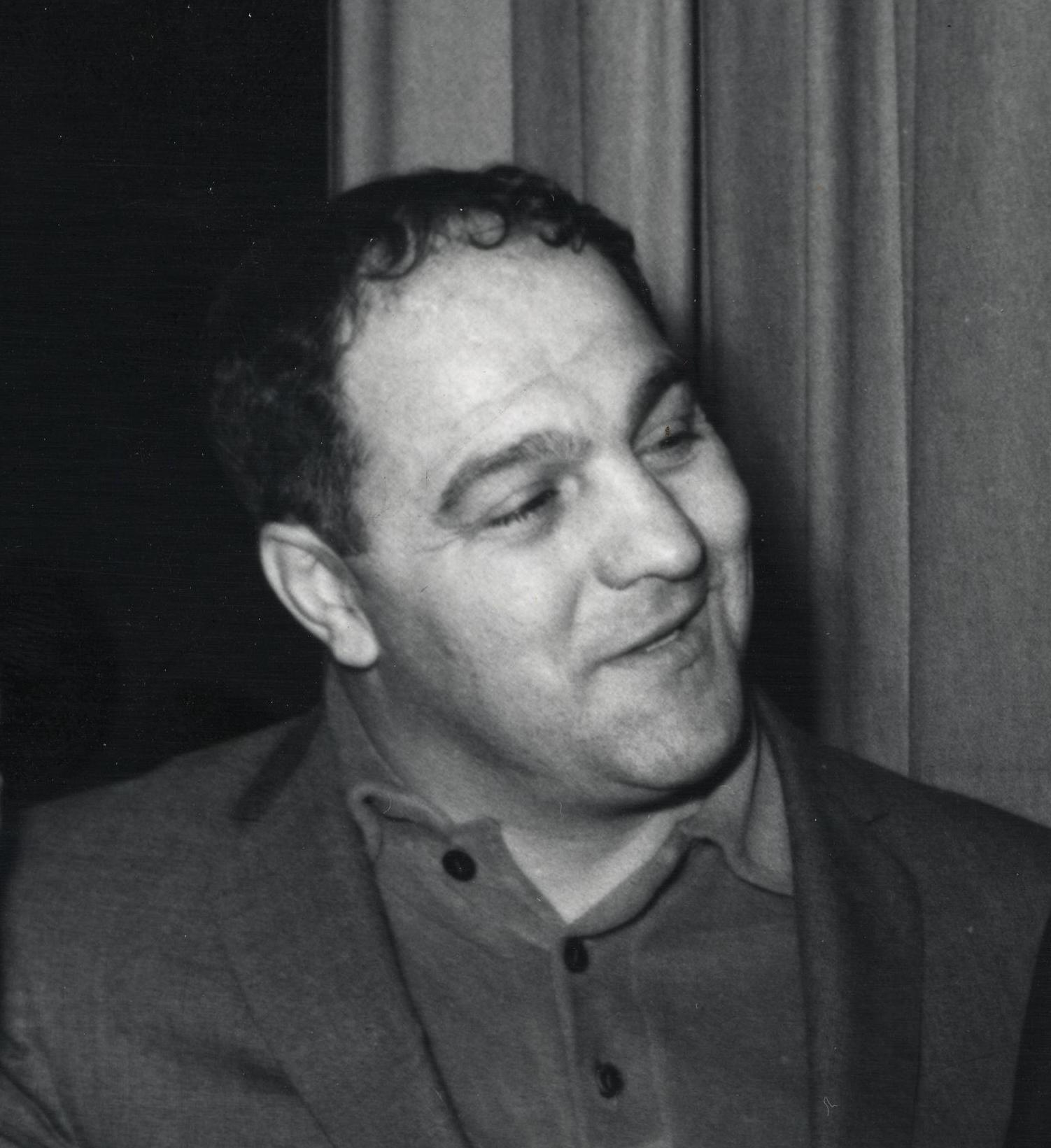
Rocky Marciano

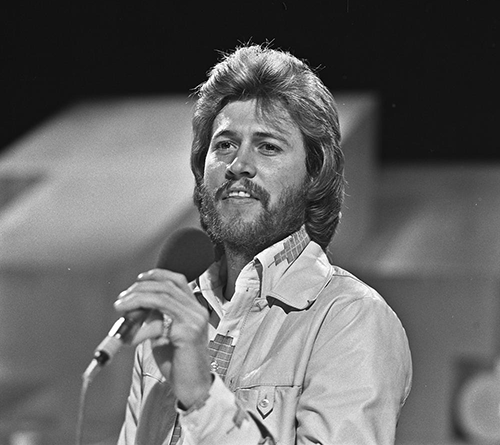
Barry Gibb

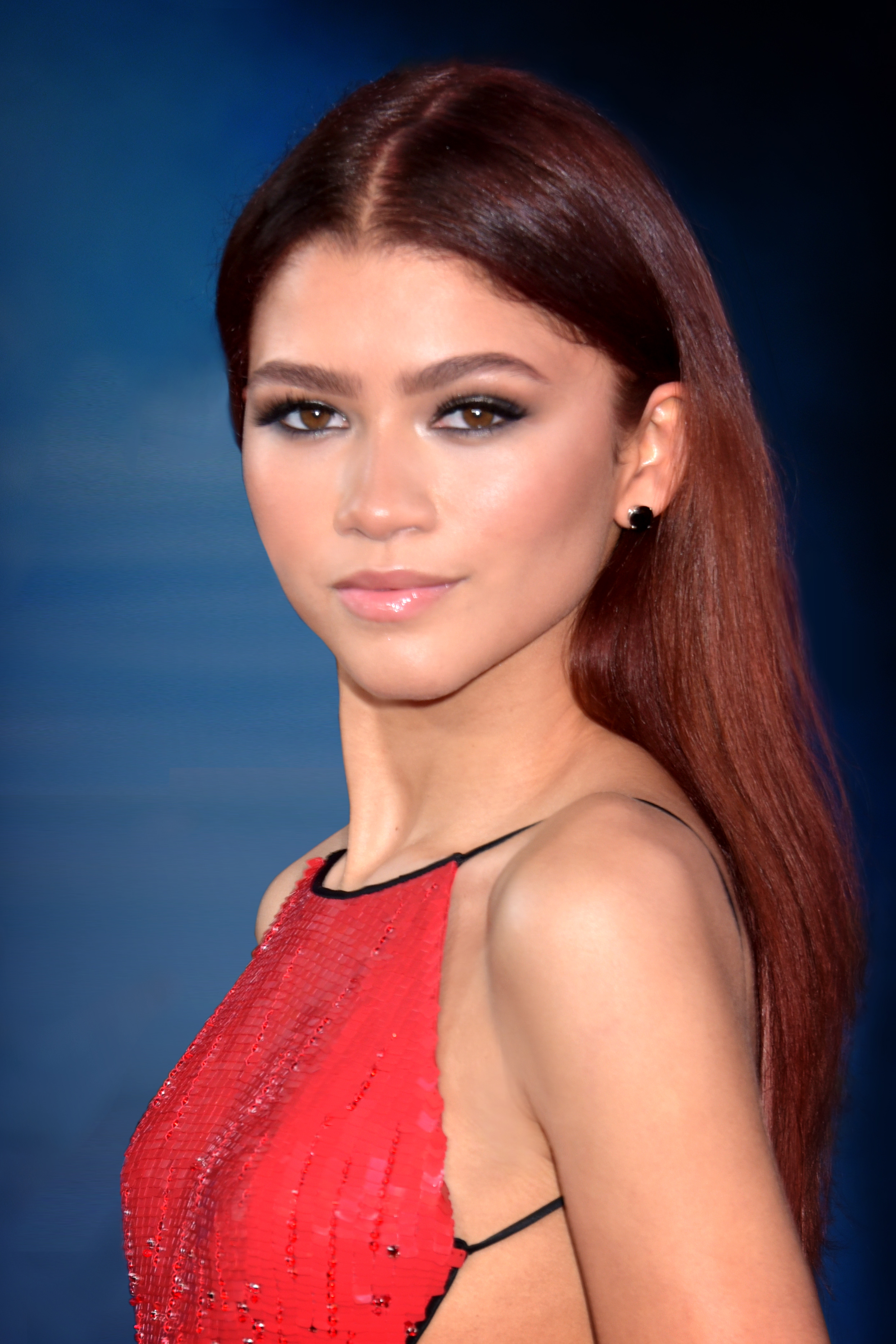
Zendaya

### Anteriores ao século XIX
- 1286 — Isabel Riquilda da Polónia (m. 1335).
- 1341 — Frederico III da Sicília (m. 1377).
- 1453 — Gonzalo Fernández de Córdova, general espanhol (m. 1515).
- 1529 — Taddeo Zuccari, pintor italiano (m. 1566).
- 1566 — Edward Alleyn, ator inglês (m. 1626).
- 1577 — Scipione Caffarelli-Borghese, cardeal e colecionador de arte italiano (m. 1633).
- 1588 — Henrique II, príncipe de Condé (m. 1646).
- 1612 — Nicolas Chorier, jurista, historiador e literato francês (m. 1692).
- 1642 — Angelo Paoli, religioso italiano (m. 1720).
- 1653 — Johann Pachelbel, compositor e organista alemão (m. 1706).
- 1692 — Egid Quirin Asam, arquiteto e escultor alemão (m. 1750).
- 1751 — Emanuel Schikaneder, ator, regente, teatrólogo e libretista alemão (m. 1812).
- 1787 — Jan Bake, filólogo clássico e crítico literário neerlandês (m. 1864).

### Século XIX
- 1803 — Léon Gozlan, escritor francês (m. 1866).
- 1804 — Zerah Colburn, matemático estadunidense (m. 1839).
- 1826 — Alfred Ely Beach, inventor, editor e advogado estadunidense (m. 1896).
- 1835 — William Stanley Jevons, economista britânico (m. 1882).
- 1837 — Tony Robert-Fleury, pintor francês (m. 1912).
- 1848 — Auguste-Henri Forel, etimologista suíço (m. 1931).
- 1854 — Engelbert Humperdinck, compositor alemão (m. 1921).
- 1855
  - Innokenti Fiodorovitch Annenski, poeta russo (m. 1909).
  - Eugène Boch, pintor e poeta belga (m. 1941).
- 1858 — Carl Auer von Welsbach, químico austríaco (m. 1929).
- 1862 — Nitobe Inazō, economista, escritor, diplomata e político japonês (m. 1933).
- 1863 — João Pinheiro Chagas, político e jornalista português (m. 1925).
- 1864 — Roger Casement, poeta, revolucionário e nacionalista irlandês (m. 1916).
- 1875 — Edgar Rice Burroughs, escritor estadunidense (m. 1950).
- 1877 — Francis William Aston, químico britânico (m. 1945).
- 1878 — Leonhard Kaupisch, general alemão (m. 1945).
- 1886 — Tarsila do Amaral, pintora brasileira (m. 1973).
- 1887 — Blaise Cendrars, escritor suíço (m. 1961).
- 1890
  - Antônio Mazzarotto, bispo católico brasileiro (m. 1980).
  - Chester Franklin, diretor de cinema e ator estadunidense (m. 1954).
- 1895 — Engelbert Zaschka, engenheiro e inventor alemão (m. 1955).
- 1896 — Bhaktivedanta Swami Prabhupada, líder religioso indiano (m. 1977).
- 1898 — Ernst Ahl, zoólogo alemão (m. 1945).
- 1899 — Richard Arlen, ator estadunidense (m. 1976).
- 1900 — José Pedro Cea, futebolista e treinador de futebol uruguaio (m. 1970).

### Século XX

#### 1901–1950
- 1903 — Gérard Delbeke, futebolista e treinador de futebol belga (m. 1977).
- 1904 — Johnny Mack Brown, ator estadunidense (m. 1974).
- 1906
  - Eleanor Hibbert, escritora britânica (m. 1993).
  - Joaquín Balaguer, político e escritor dominicano (m. 2002).
  - Missak Manouchian, operário e poeta armênio (m. 1944).
- 1907 — Nathan Juran, cineasta estadunidense (m. 2002).
- 1910 — Pierre Bézier, engenheiro francês (m. 1999).
- 1914 — Tsuneko Sasamoto, fotojornalista japonesa (m. 2015).
- 1915 — Ken Aston, árbitro de futebol britânico (m. 2001).
- 1916 — Dorothy Cheney, tenista norte-americana (m. 2014).
- 1917 — Paulo Porto, ator, produtor e diretor brasileiro (m. 1999).
- 1920
  - Leny Eversong, cantora brasileira (m. 1984).
  - Richard Farnsworth, ator estadunidense (m. 2000).
- 1922
  - Vittorio Gassman, ator e diretor italiano (m. 2000).
  - Yvonne De Carlo, atriz canadense (m. 2007).
- 1923 — Rocky Marciano, pugilista estadunidense (m. 1969).
- 1924
  - Gustavo Bueno, filósofo espanhol (m. 2016).
  - Howard Odum, ecologista norte-americano (m. 2002).
- 1925
  - Art Pepper, músico estadunidense (m. 1982).
  - Benigno Gutiérrez, futebolista boliviano (m. ?)
- 1926
  - Gene Colan, escritor estadunidense (m. 2011).
  - Abdur Rahman Biswas, político bengali (m. 2017).
- 1927 — Arturo Farías, futebolista chileno (m. 1992).
- 1930 — Michel Serres, filósofo francês (m. 2019).
- 1931 — Michael Rabin, cientista da computação israelense.
- 1933
  - Conway Twitty, cantor estadunidense (m. 1993).
  - Ann Richards, política norte-americana (m. 2006).
- 1934 — Léon Mébiame, político gabonês (m. 2015).
- 1935 — Seiji Ozawa, regente de orquestra japonês (m. 2024).
- 1936
  - Washington Rodrigues, radialista brasileiro (m. 2024).
  - Clemilda, cantora brasileira (m. 2014).
  - Valeri Legasov, químico russo (m. 1988).
  - Roderick Thorp, escritor norte-americano (m. 1999).
- 1937
  - Allen Jones, escultor britânico.
  - Francisco Pinto Balsemão, político português.
- 1938
  - Per Kirkeby, artista dinamarquês (m. 2018).
  - Joseph Safra, banqueiro, empresário e filantropo libanês-brasileiro (m. 2020).
- 1939
  - Lily Tomlin, atriz estadunidense.
  - Ruggero Franceschini, prelado italiano (m. 2024).
- 1940 — Annie Ernaux, escritora francesa.
- 1942
  - António Lobo Antunes, médico e escritor português.
  - C. J. Cherryh, escritora estadunidense.
  - Daniel Willington, ex-futebolista e ex-treinador de futebol argentino.
- 1945
  - Mustafa Balel, escritor turco.
  - Agustín Balbuena, futebolista argentino (m. 2021).
  - Abd Rabbuh Mansur Al-Hadi, militar e político iemenita.
- 1946
  - Barry Gibb, músico britânico.
  - Roh Moo-hyun, político sul-coreano (m. 2009).
- 1948
  - Jacson Damasceno Rodrigues, bispo brasileiro (m. 1998).
  - James Rebhorn, ator estadunidense (m. 2014).
  - Itzhak Shum, ex-futebolista e treinador de futebol israelense.
- 1949 — Leslie Feinberg, ativista estadunidense (m. 2014).
- 1950
  - Dudu Georgescu, ex-futebolista romeno.
  - Mikhail Fradkov, político e economista russo.

#### 1951–2000
- 1951 — Nicu Ceaușescu, político romeno (m. 1996).
- 1952
  - Abel Braga, ex-treinador de futebol e ex-futebolista brasileiro.
  - Michael Massee, ator estadunidense (m. 2016).
- 1954 — Filip Vujanović, político montenegrino.
- 1955 — Gerd Strack, futebolista alemão (m. 2020).
- 1956
  - Vinnie Johnson, ex-jogador de basquete estadunidense.
  - Kim Jong-hun, ex-futebolista e treinador de futebol norte-coreano.
  - Zhang Fengyi, ator chinês.
- 1957 — Gloria Estefan, cantora cubana.
- 1959
  - Vicente Biurrun, ex-futebolista hispano-brasileiro.
  - Joe Jusko, artista e ilustrador norte-americano.
- 1960 — Eric H. Cline, arqueólogo, historiador e antropólogo norte-americano.
- 1961
  - Heraldo Pereira, jornalista brasileiro.
  - Tonino Benacquista, roteirista e escritor francês.
  - Bam Bam Bigelow, wrestler estadunidense (m. 2007).
  - Nelson Baskerville, ator, diretor e artista plástico brasileiro.
- 1962
  - Ruud Gullit, ex-futebolista e treinador de futebol neerlandês.
  - Tony Cascarino, ex-futebolista irlandês.
  - Jairo Mattos, ator brasileiro.
- 1964 — Petr Fiala, político tcheco.
- 1965 — André Kana-Biyik, ex-futebolista camaronês.
- 1966
  - Frank Klopas, ex-futebolista estadunidense.
  - Bruno Génésio, ex-futebolista e treinador de futebol francês.
- 1967
  - Carl-Uwe Steeb, ex-tenista alemão.
  - Craig Gillespie, diretor e produtor australiano.
- 1968
  - Franck Lagorce, ex-automobilista francês.
  - Mohamed Atta, terrorista egípcio (m. 2001).
  - Patrick Sylvestre, ex-futebolista suíço.
  - Regina, cantora brasileira.
- 1969
  - Gilmar Dal Pozzo, ex-futebolista e treinador de futebol brasileiro.
  - Henning Berg, ex-futebolista e treinador de futebol norueguês.
- 1970
  - Padma Lakshmi, atriz indiana.
  - Barbara Paulus, ex-tenista austríaca.
- 1971
  - Ricardo Antonio Chavira, ator estadunidense.
  - Hakan Şükür, ex-futebolista turco.
  - Mohammed Al-Khilaiwi, futebolista saudita (m. 2013).
  - Alexandre Leão, cantor, instrumentista e compositor brasileiro.
- 1972
  - Josh Davis, ex-nadador norte-americano.
  - Doug Williams, lutador profissional britânico.
  - Eyshila, cantora, pastora e compositora brasileira.
- 1974
  - Jhonen Vasquez, cartunista estadunidense.
  - Daniel Del Sarto, ator e cantor brasileiro.
  - Isaac Asare, ex-futebolista ganês.
- 1975
  - Scott Speedman, ator britânico.
  - Maritza Rodríguez, atriz colombiana.
  - Omar Rodríguez-López, multi-instrumentista, diretor, compositor e ator porto-riquenho.
- 1976
  - Jada Fire, atriz estadunidense.
  - Silas, ex-futebolista e treinador de futebol português.
  - Marcos Ambrose, automobilista australiano.
  - Sebastián Rozental, ex-futebolista chileno.
  - Takashi Fukunishi, ex-futebolista japonês.
  - Serhiy Serebrennikov, ex-futebolista e treinador de futebol ucraniano.
- 1977
  - David Albelda, ex-futebolista espanhol.
  - Raffaele Giammaria, automobilista italiano.
  - Titina Medeiros, atriz brasileira.
  - Armindo Araújo, automobilista português.
  - Walter Nahún López, futebolista hondurenho (m. 2015).
  - Adrienne Wilkinson, atriz, produtora e dubladora norte-americana.
  - Fábio Faria, político brasileiro.
- 1978 — Salem Saad, futebolista emiradense (m. 2009).
- 1979
  - Tim Kennedy, ex-lutador norte-americano de artes marciais mistas.
  - Luciano Amaral, ator e apresentador de televisão brasileiro.
- 1980
  - Lara Pulver, atriz britânica.
  - Thiago Rodrigues, ator brasileiro.
  - Sammy Adjei, ex-futebolista ganês.
  - Mike Pierce, lutador estadunidense de artes marciais mistas.
- 1981 — Michael Maze, mesa-tenista dinamarquês.
- 1982
  - Jeffrey Buttle, patinador artístico canadense.
  - Walter Brito Neto, político brasileiro.
  - Jumpei Takaki, futebolista japonês.
- 1983
  - José Antonio Reyes, futebolista espanhol (m. 2019).
  - Yang Xiuli, judoca chinesa.
  - Juska Savolainen, ex-futebolista finlandês.
  - Hiroyuki Omata, ex-futebolista japonês.
  - Paul Verhaegh, ex-futebolista neerlandês.
- 1984 — Joe Trohman, músico estadunidense.
- 1985
  - Max Fercondini, ator brasileiro.
  - Larsen Jensen, nadador estadunidense.
- 1986
  - Gaël Monfils, tenista francês.
  - Francis Kasonde, futebolista zambiano.
  - Caroline De Toni, advogada e política brasileira.
  - Stella Mwangi, cantora queniana.
- 1987 — Christian Träsch, futebolista alemão.
- 1988
  - Simona de Silvestro, automobilista suíça.
  - Sergio Ariel Escudero, futebolista argentino.
  - Gergő Lovrencsics, futebolista húngaro.
- 1989
  - Bill Kaulitz, cantor e compositor alemão.
  - Tom Kaulitz, guitarrista e compositor alemão.
  - Juliana Lohmann, atriz e modelo brasileira.
  - Daniel Sturridge, ex-futebolista britânico.
  - Yoñlu, músico brasileiro (m. 2016).
  - Jefferson Montero, futebolista colombiano.
  - Lucas Tramèr, remador suíço.
  - Lisandro Ezequiel López, futebolista argentino.
- 1990
  - Shona Morgan, ginasta australiana.
  - Guélor Kanga, futebolista gabonês.
  - Ann Sophie, cantora alemã.
  - Scherri-Lee Biggs, modelo australiana.
- 1991
  - Angélica Kvieczynski, ginasta brasileira.
  - Haukur Heiðar Hauksson, futebolista islandês.
- 1992
  - Guilherme Toldo, esgrimista brasileiro.
  - Cristiano Biraghi, futebolista italiano.
  - Kirani James, velocista granadino.
  - Teaonui Tehau, futebolista taitiano.
- 1993
  - Ilona Mitrecey, cantora francesa.
  - William Troost-Ekong, futebolista nigeriano.
  - Sergio Rico, futebolista espanhol.
  - Mario Lemina, futebolista gabonês.
  - Alexander Cataford, ciclista canadense.
- 1994
  - Bianca Ryan, cantora estadunidense.
  - Carlos Sainz Jr., automobilista espanhol.
  - Margarita Gasparyan, tenista russa.
- 1995 — Munir El Haddadi, futebolista hiispano-marroquino.
- 1996
  - Zendaya, atriz e cantora estadunidense.
  - Liu Xiang, nadadora chinesa.
- 1997
  - Jeon Jung-kook, cantor sul-coreano.
  - Joan Mir, motociclista espanhol.
  - Hayden Wilde, triatleta neozelandês.
- 1998 — Fin Argus, ator, músico e modelo americano.
- 2000
  - Cassady McClincy, atriz norte-americana.
  - Kim Min-jong, judoca sul-coreano.
  - Bryan Teixeira, futebolista cabo-verdiano.

### Século XXI
- 2002
  - Heorhiy Sudakov, futebolista ucraniano.
  - Diane Parry, tenista francesa.
- 2006 — Luisa Bresser, atriz, cantora, bailarina e influencer brasileira.
- 2008 — Nathália Costa, atriz brasileira.

## Mortes

### Anteriores ao século XIX
- 0870 — Albucari, estudioso persa (n. 810).
- 1067 — Balduíno V da Flandres (n. 1012).
- 1159 — Papa Adriano IV (n. 1100).
- 1198 — Dulce de Aragão (n. 1160).
- 1256 — Kujō Yoritsune, xogum japonês (n. 1218).
- 1376 — Filipe de Valois, Duque de Orleães (n. 1336).
- 1557 — Jacques Cartier, explorador francês (n. 1491).
- 1581 — Guru Ram Das, guru indiano (n. 1534).
- 1599 — Cornelis de Houtman, explorador marítimo neerlandês (n. 1565).
- 1648 — Marin Mersenne, teólogo e matemático francês (n. 1588).
- 1678 — Jan Brueghel, o Jovem, pintor flamengo (n. 1601).
- 1715 — Luís XIV de França (n. 1638).
- 1729 — Richard Steele, ensaísta, dramaturgo e estadista britânico (n. 1672).
- 1784 — Jean-François Séguier, botânico e naturalista francês (n. 1703).
- 1788 — Emmanuel Armand de Vignerot du Plessis, estadista francês (n. 1720).

### Século XIX
- 1838 — William Clark, explorador, político, militar e naturalista norte-americano (n. 1770).
- 1868 — Ferencz Gyulai, general húngaro (n. 1799).
- 1894 — Nathaniel Prentice Banks, político e militar norte-americano (n. 1816).

### Século XX
- 1947 — Frederick Russell Burnham, militar e aventureiro norte-americano (n. 1861).
- 1963 — Ernst Wetter, político suíço (n. 1877).
- 1967 — Siegfried Sassoon, militar e escritor britânico (n. 1886).
- 1969 — Drew Pearson, jornalista e escritor norte-americano (n. 1897).
- 1970 — François Mauriac, escritor francês (n. 1885).
- 1977 — Ethel Waters, cantora e atriz norte-americana (n. 1896).
- 1981
  - Albert Speer, arquiteto e escritor alemão (n. 1905).
  - Ann Harding, atriz norte-americana (n. 1901).
- 1982
  - Haskell Curry, matemático e acadêmico norte-americano (n. 1900).
  - Władysław Gomułka, ativista e político polonês (n. 1905).
  - Isabel Cristina Mrad Campos, estudante brasileira declarada beata (n. 1962).
- 1984 — Madeleine de Bourbon-Busset, Duquesa de Parma (n. 1898).
- 1985 — Stefan Bellof, automobilista alemão (n. 1957).
- 1987 — Arnaldo Momigliano, historiador italiano (n. 1908).
- 1988 — Luis Walter Alvarez, físico e acadêmico norte-americano (n. 1911).
- 1989 — Kazimierz Deyna, futebolista polonês (n. 1947).
- 1991 — Otl Aicher, designer gráfico e tipógrafo alemão (n. 1922).
- 1997 — Zoltán Czibor, futebolista húngaro (n. 1929).
- 1998 — Cary Middlecoff, golfista e locutor de esportes norte-americano (n. 1921).

### Século XXI
- 2003 — Ramón Serrano Súñer, político espanhol (n. 1901).
- 2004 — Enéas Eugênio Pereira Faria, político brasileiro (n. 1940).
- 2006 — György Faludy, escritor e poeta húngaro (n. 1910).
- 2007 — Viliam Schrojf, futebolista eslovaco (n. 1931).
- 2008 — Jerry Reed, cantor e ator estadunidense (n. 1937).
- 2009
  - Paulo Ramos, futebolista brasileiro (n. 1984).
  - Carlos Alberto Menezes Direito, magistrado, político e jurista brasileiro (n. 1942).
  - Maurício de Oliveira, violonista brasileiro (n. 1925).
  - Erich Kunzel, maestro norte-americano (n. 1935).
- 2010 — Cammie King, atriz estadunidense (n. 1934).
- 2012 — Sahara Davenport, drag queen americana (n. 1984).
- 2013 — Joaquim Justino Carreira, bispo católico português (n. 1950).
- 2014 — Gottfried John, ator alemão (n. 1942).
- 2015 — Dean Jones, ator norte-americano (n. 1931).
- 2017 — Shelley Berman, ator norte-americano (n. 1925).
- 2019 — Alberto Goldman, político brasileiro (n. 1937).
- 2023 — Jimmy Buffett, cantor norte-americano (n. 1946).

## Feriados e eventos cíclicos
- Início do Setembro Amarelo🎗- campanha brasileira de prevenção ao suicídio
- Dia Mundial de Oração pelo Cuidado da Criação

### Brasil
- Dia do Professor de Educação Física
- Dia da Bailarina/do Bailarino
- Ponto facultativo em Barbacena, Minas Gerais - Dia da beata Isabel Cristina
- Feriado em Senhora dos Remédios, Minas Gerais - Dia de Nossa Senhora dos Remédios, padroeira da cidade
- Feriado em Igaporã, Bahia - aniversário da cidade
- Dia do Professor de Educação Física
- Feriado em Ipaba, Minas Gerais e Crato, Ceará - Dia de Nossa Senhora da Penha, padroeira das duas cidades
- Aniversário de Fundação da cidade de Formoso do Araguaia - Tocantins
- Aniversário de Fundação da cidade de Mogi das Cruzes - São Paulo

### Cristianismo
- Egídio
- Isabel Cristina
- Vibiana de Roma

## Outros calendários
- No calendário romano era o dia das calendas de setembro.
- No calendário litúrgico tem a letra dominical F para o dia da semana.
- No calendário gregoriano a epacta do dia é xxiii.